# Crims al Bàltic: Traficants de persones
Crims al Bàltic: Traficants de persones (títol original en alemany, Der Usedom-Krimi: Schlepper) és un telefilm alemany de 2023 de la sèrie de pel·lícules de ficció criminal Crims al Bàltic. Va ser produït per Polyphon Film- und Fernsehgesellschaft mbH per a Das Erste en nom d'ARD Degeto i NDR. Es tracta de la vint-i-dosena entrega de la sèrie de telefilms i es va estrenar per televisió el 23 de novembre de 2023. S'ha doblat al català per a TV3, que va emetre'l el 30 de març de 2025.
La pel·lícula es va rodar del 20 de novembre de 2022 al 24 de març de 2023 a l'illa d'Usedom al mar Bàltic, a Brandenburg i a Berlín.
La primera emissió de la pel·lícula a Alemanya va ser seguida per total de 5,73 milions d'espectadors, la qual cosa va correspondre a una quota d'audiència del 21,4 % pel canal Das Erste.